# La Classe volante (film)
Pour le roman, voir La Classe volante.
Pour plus de détails, voir Fiche technique et Distribution.
La Classe volante (titre allemand : Das fliegende Klassenzimmer) est un film allemand pour la jeunesse réalisé par Kurt Hoffmann, sorti en 1954.
Il s'agit d'une adaptation du roman du même nom d'Erich Kästner par l'auteur lui-même. Par la suite, ce livre fera l'objet de deux autres adaptations en 1973 (de) et en 2003 (de).

## Synopsis
C'est en plein été, dans un alpage, que Erich Kästner écrit son nouveau roman Das fliegende Klassenzimmer. Sous une chaleur de 38 °C lui vient l'idée d'une histoire se déroulant en hiver ; mais ce n'est pas facile avec ce temps. Il imagine des garçons qui vivent dans le pensionnat du lycée Johann Sigismund-Gymnasium, dans le village alpin de Kirchberg.
Uli et Matz vont chez le coiffeur. Ils viennent demander une perruque pour le rôle de la jeune fille dans la pièce La Classe volante. Cette pièce est écrite par Johnny. Rudi se joint aux garçons. Il est le fils de Kreuzkamm, leur professeur d'allemand. Le professeur Kreuzkamm est quelque peu distrait. À l'internat, Johnny raconte une anecdote à son ami Martin : à trois ans, un homme l'a mis dans un bateau à New York, pour qu'il aille seul en Allemagne. Arrivé à Bremerhaven, il devait être accueilli par ses grands-parents, mais ceux-ci ne sont pas là car l'homme de New York a donné une fausse adresse. C'est le capitaine du navire qui prend l'enfant avec lui.
Le professeur préféré des élèves est Johannes Bökh, surnommé Justus. Il enseigne la géographie si bien que les garçons s'imaginent faire le tour du monde en avion. Seul Ferdinand n'est pas enthousiaste, lui préfère la musique et est constamment dans la classe dédiée devant le piano. Uli ne se sent pas estimé des autres garçons car il manque de courage. Son meilleur ami Matz, cependant, est très courageux mais n'a pas un esprit vif. Uli et Matz font un échange de bons procédés. Si les notes de Matz ne s'améliorent pas, Uli gagne bien en confiance.
Les élèves enlèvent Rudi Kreuzkamm pour connaître les dictées que peut donner son père. Ils vont demander conseil au Dr Uthoff, dit le « non-fumeur », qu'on appelle ainsi parce qu'il vit dans un ancien wagon non-fumeur. Mais un conflit naît entre les pensionnaires et les autres élèves.
Les pensionnaires gagnent en obtenant les dictées. Les autres reconnaissent la défaite. Cependant Rudi n'est pas délivré. Il s'ensuit un combat de boules de neige entre les pensionnaires et les autres élèves. Durant la bataille, Johnny et Matz parviennent à libérer Rudi. Ils retrouvent alors les cahiers brûlés par les autres élèves.
Après la bataille, les élèves rentrent à l'internat. Ils sont surpris par leur tuteur, le beau Theodor. Comme ils n'en avaient pas le droit, ils sont amenés vers le professeur Justus qui est déçu par leur attitude. Ils sont punis en devant passer leur retenue dans la "chambre de la tour". Il leur raconte alors une histoire : Un garçon vivait il y a de nombreuses années dans le même pensionnat. Sa mère tomba malade, le garçon vint lui rendre visite sans en avoir reçu l'autorisation, il est donc en retenue le lendemain. Il tente de repartir et est surpris par son tuteur. Comme il est récidiviste, il conduit vers son professeur et est retenu au pensionnat pendant quatre semaines. Mais le jeune garçon passe outre. Il est placé dans la salle de détention. Mais un autre garçon se fait enfermer avec lui. Ils deviennent les meilleurs amis. Plus tard, ils étudient ensemble et restent unis après le mariage de l'un d'eux. Mais l'autre tue la femme et la fille de son ami. Le lendemain de l'enterrement, il quitte la ville, son ami n'a jamais plus entendu parler de lui. Un de ces garçons était Justus.
En classe d'allemand, les élèves doivent annoncer au professeur Kreuzkamm que les cahiers ont brûlé. En outre, ils jouent une mauvaise blague à Uli qui se retrouve dans une poubelle suspendue au plafond. Après qu'Uli est libéré, le professeur leur fait passer la dictée la plus difficile qui soit. Par prudence, il avait pris les livres avec lui. À son tour, Uli prépare un coup. Il donne rendez-vous à 15 heures à la patinoire. Entre-temps Johnny et Martin amènent Bökh vers le "non-fumeur", parce qu'ils pensent qu'ils sont les amis de la tragédie. Les vieux amis se retrouvent. À la patinoire, Uli grimpe en haut du mur d'escalade et saute en ouvrant un parapluie en guise de parachute. Il atterrit sans grandes blessures. Ses camarades de classe sont très inquiets pour Uli. Heureusement, Justus, et le Dr Uthoff ne sont pas loin. Le médecin lui donne les premiers secours. Le soir, les deux amis ont beaucoup de choses à se raconter. Justus essaie de faire revenir le non-fumeur à son métier de médecin. Une sympathie particulière se développe entre sa sœur Beate et Robert Uthoff.
Les vacances de Noël arrivent, les garçons sont contents. Seul Martin est triste. Ses parents pauvres n'ont pas les moyens de lui offrir le billet pour revenir chez lui. Mais auparavant il doit jouer dans la pièce La Classe volante. C'est une classe qui est dans un avion. Ils volent au-dessus des continents. En Égypte, une petite fille se perd, après avoir été attirée par une momie dans une pyramide. À la fin, l'avion atteint le ciel. Et Petrus sauve la jeune fille. Ainsi se termine la pièce.
Martin confie à Justus, qu'il ne peut pas revoir ses parents. Le soir de Noël, les parents sont tristes d'être seuls. Soudain on frappe à la porte : c'est Martin qui a eu un billet avec l'argent de Justus. Par ailleurs, Justus passe un joyeux Noël avec le non-fumeur, le médecin scolaire et Beate.
Retour en été. Erich Kästner est attablé à un café quand il fait une "étrange rencontre" : Johnny et son père adoptif, le capitaine. Erich Kästner demande à Johnny ce que sont devenus Martin et Uli, Justus et le Dr Uthoff, le nouveau médecin scolaire. Uthoff et Beate se sont mariés. Johnny est étonné qu'il en sache autant sur eux. Malheureusement Erich Kästner doit s'en aller. Il donne un livre à Johnny, Das fliegende Klassenzimmer.

## Fiche technique
- Titre : Das fliegende Klassenzimmer
- Titre français : La Classe volante
- Réalisation : Kurt Hoffmann assisté de Fritz Stapenhorst
- Scénario : Erich Kästner d'après son propre roman
- Musique : Hans-Martin Majewski
- Direction artistique : Kurt Herlth, Robert Herlth
- Photographie : Friedl Behn-Grund
- Son : Hans Endrulat
- Montage : Fritz Stapenhorst
- Production : Günther Stapenhorst
- Société de production : Carlton Film
- Société de distribution : Neue Filmverleih
- Pays d'origine :  Allemagne de l'Ouest
- Langue : allemand
- Format : noir et blanc - 1.37:1 - Mono - 35 mm
- Genre : comédie, Film pour enfants
- Durée : 92 minutes
- Dates de sortie :
  - Allemagne de l'Ouest : 3 septembre 1954
  - France : 3 août 1956 (Strasbourg)[1].
  - Finlande : 13 décembre 1957
  - États-Unis : 27 juin 1958 (New York)

## Distribution
- Peter Kraus: Jonathan "Johnny" Trotz
- Peter Tost (de): Martin Thaler
- Bert Brandt: Matthias "Matz" Selbmann
- Knut Mahlke: Ulrich "Uli" von Simmern
- Axel Arens (de): Sebastian Frank
- Michael Verhoeven: Ferdinand
- Michael von Welser: Rudi Kreuzkamm
- Bernhard von der Planitz (de): Egerland
- Paul Dahlke: Dr Johannes Bökh, dit "Justus"
- Heliane Bei (de): Beate
- Paul Klinger (de): Dr Robert Uthoff, dit "le non-fumeur"
- Erich Ponto: Dr Hartwig, le médecin scolaire
- Bruno Hübner: Prof. Kreuzkamm
- Herbert Kroll: Grünkern, le directeur
- Rudolf Vogel: Krüger, le coiffeur.
- Willy Reichert (de): M. Thaler, le père de Martin
- Ruth Hausmeister (de): Mme Thaler, la mère de Martin
- Arno Ebert: le père adoptif de Johnny
- Peter Vogel (de): le beau Theodor
- Karl Schaidler: Fässchen (un élève)
- Erich Kästner: l'auteur